# 1985年香港
|        | 香港歷史 \| 香港歷史年表                                                                                                   |
| 世紀： | 19世紀香港 \| 20世紀香港 \| 21世紀香港                                                                                     |
| 年代： | 1950年代香港 \| 1960年代香港 \| 1970年代香港 \| 1980年代香港 \| 1990年代香港 \| 2000年代香港 \| 2010年代香港               |
| 年份： | 1981年香港 \| 1982年香港 \| 1983年香港 \| 1984年香港 \| 1985年香港 \| 1986年香港 \| 1987年香港 \| 1988年香港 \| 1989年香港 |
| 紀年： | 乙丑年（牛年）、香港開埠144周年、香港重光40周年                                                                            |

## 政府

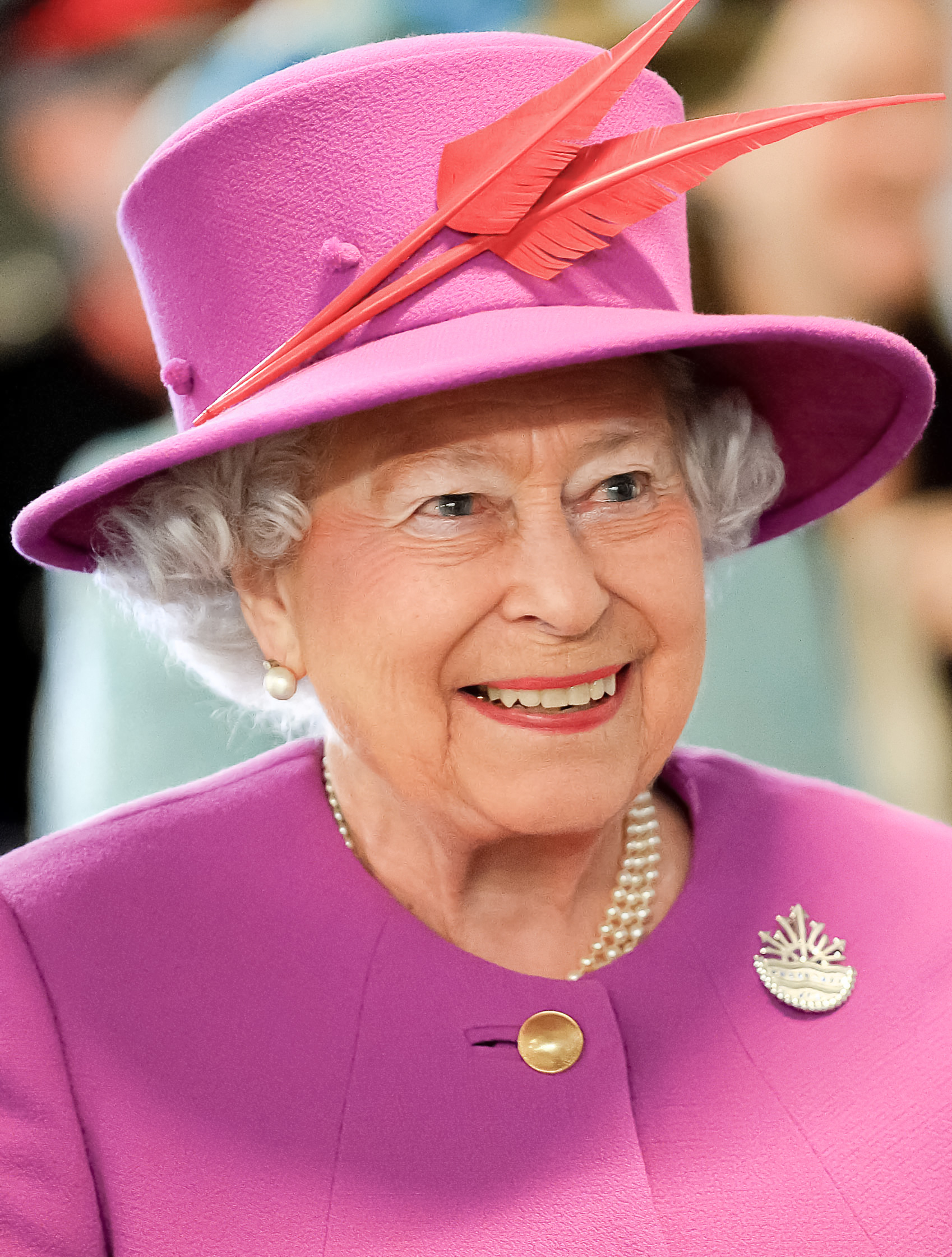
英国君主：伊丽莎白二世

## 大事記

### 1月
- 1月5日，鄭少秋和沈殿霞兩人在加拿大結婚。
- 1月23日，新蒲崗爵祿街康景樓8樓劫殺案。
- 1月28日，香港銀行公會表示將最優惠利率減少半厘。[1]
- 1月28日，百多名沙田第一城居民抗議發展商加建油站。[1]

### 2月
- 2月2日：
  - 一名女子和丈夫於深水埗福榮街101號爭吵後勒死兒女，女兒死，兒子倖存但終身殘障，女子跳樓不死但壓中路人，女子終身殘障，路人的左手給廢了。
  - 一日內發生三宗大車禍，其中屯門公路及屯門舊墟分別造成6人喪生及3死2傷。同日另一宗車禍發生於沙田大涌橋，60人受傷。[2]
  - 大埔工業邨附近舉行的越野車大賽發生意外，2名車手失事墮海喪命。[3]
- 2月5日，醫務衛生署公佈香港首宗愛滋病例。[4]
- 2月14日，京士柏公園九龍華仁書院小徑（華仁徑）劫殺案。
- 2月17日，香港首名愛滋病人去世。[4]

### 3月
- 3月7日，香港首次統一區議會選舉。
- 3月22日，西環車禍，一屍兩命。
- 3月28日，沙田瀝源邨福海樓瘋漢殺母案，兇徒最終給警方槍斃。
- 3月30日
  - 深水埗基隆街一名63歲老婦被2名男女勒死燒屍[5]。
  - 張學友憑歌曲《Smile Again瑪莉亞》成功奪得人生中首支港台中文歌曲龍虎榜冠軍歌，開始了長達40年樂壇天王之路。

### 4月
- 4月6日，北角和富中心五樓C座揭發吊櫃藏屍。
- 4月10日，當日有三輛利蘭勝利二型巴士於當日發生交通意外。第一宗意外涉及一輛行走72線勝利二型雙層巴士（G224，車牌號碼CH3299），在大埔道近郝德傑道撞山側翻，37人受傷。另一宗意外分別涉及一輛行走66M線的利蘭勝利二型（G14，車牌號碼CA2787）和一輛行走57M線的同款巴士（G360，車牌號碼CS3586）。行走66M線的巴士在屯門公路近置樂花園疑天雨路滑收掣不及，撞向前面一輛行走57M線的巴士，10人受傷。
- 4月13日，坪洲揭發三屍兇殺及自殺案。
- 4月20日，就讀香港島一所中學的一對英國籍情侶在前往北角賽西湖公園之後失蹤。翌日，有晨運客在當時仍是荒地的北角寶馬山配水庫附近發現兩人屍體，男死者雙手反綁，身上傷痕多達數百處，而女死者死狀則更恐怖。經驗屍後證實兩人是被人亂棍打死，而且女死者曾被強姦，男死者則重傷後多個小時因失救而死。（另見：寶馬山雙屍案）
- 4月30日，一名水警督察在荃灣大白田街一間時裝店意圖侵犯女死者，女死者反抗被兇手扼斃，胡再將屍體運到八仙嶺郊野公園燒屍。

### 5月
- 5月1日，尖沙咀彌敦道發生忠信銀行械劫案。
- 5月12日，黃埔船塢四級火警，工人燒焊時搶火，1死3傷。
- 5月14日，事業如日中天的著名電視藝員翁美玲在九龍塘家中開煤氣自殺身亡。
- 5月15日，石籬邨第1座女童兇殺案。[6]
- 5月16日，愉景灣男童遭高球誤擊事件，13歲男童被一名高爾球手來球擊中太陽穴，繼續步行前往球洞時，袁突然不支倒地昏迷在草地上，同行眾人見狀即着高球會致電報警，最後將他由直升機送往伊利沙伯醫院進行急救，延至當日下午約4時50分不治。
- 5月17日，荔枝角道七十一號地下麗豐金行被2名持刀槍賊人行劫約值六十萬元金飾。[7]
- 5月19日，香港隊在北京工人體育場舉行的1986年世界盃外圍賽亞洲區小組賽中以2:1擊敗中國隊，賽後支持中國隊的球迷不滿賽果而引發騷亂，史稱五一九事件。
- 5月29日，劉德華推出人生中首張唱片《只知道此刻愛妳》，開始了長達40年樂壇天王之路。
- 5月31日，香港地鐵港島線首期由柴灣至金鐘段通車。

### 6月
- 6月6日，香港政府指海外信託銀行無力償還債務，翌日正式接管該行。
- 6月11日，
  - 屯門大興邨興昌樓1145室命案。
  - 柴灣新力工業大廈4樓A座永大織造廠劫殺案。
- 6月16日，深水灣幾乎同一時間發生兩宗泳客溺斃事件。

### 7月
- 7月14日，九廣輕鐵首期動工。
- 7月26日，東區走廊（鰂魚涌至筲箕灣段）竣工。
- 7月29日，藍田邨第22座，一名男子縊掉3歲兒子，意圖毒害自己5歲女兒。

### 8月
- 8月4日：
  - 西環碧荔道看更命案。
  - 屯門奕園臨時房屋區24座，男子與鄰居發生口角，混亂中被人以生果刀捅死。
- 8月5日：佐敦道鴻運大廈7樓E座，一名70歲男子被人用雨傘殺死
- 8月7日：
  - 屯門美樂花園10座10樓E座發生倫常命案，一名警長之妻自縛與兩女墮樓身亡。[8]
  - 廣東惠陽一輛巴士墮山，全車3死25傷，其中香港人1死16傷。

### 9月
- 9月6日，颱風戴絲掠過香港，天文台懸掛八號風球，2死12傷。
- 9月24日，特別任務連攻入跑馬地成和道一個單位，拘捕忠信錶行械劫案劫匪。
- 9月25日，吐露港公路通車。
- 9月26日，香港首次舉行香港立法局的間接選舉。

### 10月
- 10月12日，上水石湖新村一名男子用斧頭殺死繼母。
- 10月18日，九龍塘對衡道18號一間高尚住宅內，女傭被殺，手腳被綁。數日後一名啟德機場工人被捕，疑兇是死者的親戚，從大陸來港約5年。
- 10月19日，政務司廖本懷率領香港建築師代表團訪問北京，會見國務院港澳辦公室主任姬鵬飛。姬鵬飛表示在過渡期內，香港政制須與基本法銜接，並希望「能夠不變就不變」。
- 10月21日，一輛行走85B線的丹拿E型（D413，車牌號碼AD7319）離開獅子山隧道時突然失控，撞向前面一輛行走89A線的丹拿珍寶（D702，車牌號碼BH3531），89A線巴士然後衝前撞向停在路邊的一輛工程車，意外造成14人受傷。
- 10月30日，香港立法局大樓由香港總督尤德主持揭幕儀式，並在該大樓舉行首次會議，新當選的議員宣誓時無須硬性讀出效忠英女王伊利沙伯二世的誓詞。
- 10月31日，太古城發生兇殺及自殺案。

### 11月
- 11月13日，灣仔謝斐道別墅1705號房內，女子被勒死，一名黑人水手被扣留調查。鄭妙芹是灣仔駱克道一間無上裝酒吧的吧女。
- 11月21日，政府公佈有577座公屋出現問題，需要維修。另葵芳邨第8，9，10和11座以及另外22座分佈在黃竹坑邨、白田邨、石排灣邨、葵興邨、石籬邨、葵盛東邨等公屋的結構遠遠低於安全標準，有即時倒塌危險，需要儘快拆卸重建。（另見：26座問題公屋醜聞）
- 11月23日，十多名幫派成員襲擊荃灣大屋街麻雀館，一名麻雀館員工被殺，7人傷。
- 11月26日，元朗大棠路崇正新村一石屋，髮型師因賭博欠下老闆夫婦八萬元，於是將花生糖混安眠藥供二人進食後行兇殺死二人，藏屍崇正新村石屋灶底。
- 11月27日，少女頸纏鐵鍊伏屍觀塘政府大廈廠房，男友觀塘翠屏邨跳樓亡。[9]

### 12月
- 九龍公園重建工程展開，交易廣塲建成。
- 12月18日，香港特別行政區基本法諮詢委員會成立，由國務院港澳辦公室主任姬鵬飛主持，共有180名委員，包括8名立法局議員、3名香港政府高級官員及5名市政局議員。

### 節慶
下列節慶，如無註明，均是香港的公眾假期，同時亦是法定假日（俗稱勞工假期）。有 # 號者，不是公眾假期或法定假日（除非適逢星期日或其它假期），但在商業炒作下，市面上有一定節慶氣氛，傳媒亦對其活動有所報導。詳情可參看香港節日與公眾假期。
- 1月1日（星期二）：元旦
- 2月20日（星期三）：農曆年初一
- 2月21日（星期四）：農曆年初二
- 2月22日（星期五）：農曆年初三
- 4月4日（星期四）：兒童節 #
- 4月5日（星期五）：清明節及耶穌受難節（是公眾假期，但不是法定假日）
- 4月6日（星期六）：耶穌受難節翌日（是公眾假期，但不是法定假日）
- 4月8日（星期一）：復活節星期一（是公眾假期，但不是法定假日）
- 6月15日（星期六）：英女皇壽辰（是公眾假期，但不是法定假日）
- 6月17日（星期一）：英女皇壽辰後第一個星期一（是公眾假期，但不是法定假日）
- 6月22日（星期六）：端午節
- 7月29日（星期一）：清明節補假（補4月5日）
- 8月24日（星期六）：8月份最後一個星期一之前一個星期六（是公眾假期，但不是法定假日）
- 8月26日（星期一）：8月份最後一個星期一為重光紀念日
- 9月29日（星期日）：中秋節 #
- 9月30日（星期一）：中秋節翌日
- 10月22日（星期二）：重陽節
- 10月31日（星期四）：萬聖夜 #
- 12月22日（星期日）：冬至（是法定假日，但不是公眾假期，根據法定假日放假的機構，或會聖誕節放假，冬至不放假。部份機構或會提早下班）
- 12月24日（星期二）：平安夜#（不是公眾假期或法定假日，但部份機構或會提早下班或放假一天）
- 12月25日（星期三）：聖誕節（根據法定假日放假的機構，或會冬至放假，聖誕節不放假）
- 12月26日（星期四）：聖誕節後第一個周日（是公眾假期，但不是法定假日）
- 12月31日（星期二）：公曆除夕# （不是公眾假期或法定假日，但部份機構或會提早下班或放假一天）

## 出生人物
- 傅嘉莉、楊愛瑾、何卓瑩、周秀娜、宋熙年、劉思希、關宛珊、文雅、李思雅（李思欣胞姐）